# A delta-fibrer
A delta-fibrer, eller Aδ-fibrer, är tunt myelinerade fibrer som leder varningssignaler från nocireceptorer till ryggmärgens bakhorn. Fibrerna slutar vid rexed laminae I. Hastigheten för nervsignaler i den tunna axonen är måttlig, 2 till 30 m/s.